# CPP (preprocesor)
cpp (od ang. C preprocessor) – preprocesor dla języków C i C++. Odpowiada za wstępną obróbkę kodu źródłowego zanim rozpocznie się właściwy proces kompilowania. Jest jednak dość prostym narzędziem i w żaden sposób nie rozpoznaje składni języka przetwarzanego programu.

## Opis działania
Dyrektywy preprocesora mogą występować w ogólności w dowolnym miejscu programu, a rozróżnienie ich od reszty kodu źródłowego dokonywane jest poprzez poprzedzenie ich znakiem hash #.
Niektóre z częściej używanych dyrektyw należą:
- #include - dyrektywa włączająca tekst innego pliku źródłowego w miejscu jej wystąpienia w pliku podlegającym aktualnie przetwarzaniu, przy czym możliwe jest zagłębione występowanie dyrektywy include,
- #define - definiuje stałe i makroinstrukcje (pseudofunkcje)
- #undef - usuwa definicje stałej lub makra
- #if - dyrektywy kompilacji warunkowej
- #elif - działa podobnie jak else if w języku C
- #endif - oznacza koniec bloku kompilacji warunkowej
- #ifdef - znaczy to samo co #if defined(…)
- #ifndef - znaczy to samo co #if !defined(…)
- #error - generuje błąd wraz z opisem
- #line - zmienia numer linii i opcjonalnie nazwę pliku zgłaszaną przez kompilator w komunikatach o błędach i ostrzeżeniach

Dyrektywy preprocesora pozwalają na ukrywanie różnic między różnymi architekturami procesorów, systemami operacyjnymi, kompilatorami a nawet samymi standardami języka. Popularnym zastosowaniem jest też tworzenie uniwersalnych nagłówków dla bibliotek C, które mogą być wstawione bezpośrednio do kodu C i C++. W przypadku tego pierwszego preprocesor wytnie konstrukcję extern.
```
#ifdef __cplusplus

extern
 
"C"
 
{

#endif

/* Definicje */

#ifdef __cplusplus

}

#endif

```

Innym zastosowaniem jest zabezpieczenie plików nagłówkowych przed wielokrotnym dołączaniem do tego samego projektu. Jeżeli treść pliku nagłówkowego nazwa.h obejmie się instrukcjami:
```
#ifndef _NAZWA_H_ 
/* (1) */

#define _NAZWA_H_ 
/* (2) */

/* Definicje */

#endif 
/* (3) */

```

to przy pierwszej próbie dołączenia pliku, kompilator najpierw sprawdzi, czy zdefiniowano stałą _NAZWA_H_ (może ona mieć dowolną nazwę, ten sposób jest jednak dobrym zwyczajem promowanym przez programistów) (1) - jeżeli nie, zostanie ona zdefiniowana (2) i do programu zostanie dołączona treść między (2) i (3), oznaczający koniec części dodawanej tylko przy spełnieniu warunku (1).
Niektóre kompilatory obsługują także konstrukcję #pragma once, która zapobiega ponownemu załączeniu treści całego pliku, w którym została użyta. Metoda ta jednak nie ma oparcia w oficjalnym standardzie. Podobnie, jak wszystkie użycia dyrektywy #pragma, jej ewentualna obsługa jest rozszerzeniem wprowadzonym przez dany kompilator i nie jest przenośna pomiędzy różnymi narzędziami.

## Zastosowanie w C++
Brak rozpoznawania składni języka przez preprocesor jest potencjalnym źródłem wielu błędów programistycznych. Z tego powodu w języku C++ dodano wiele elementów mających na celu jego zastąpienie. Część tych rozwiązań została też zaimplementowana w C.
Są to między innymi:
- Deklaracje stałych (poprzez słowo kluczowe języka const zamiast dyrektywy preprocesora #define) (również w C):

```
const
 
int
 
foo
 
=
 
5
;

```

- Szablony (tylko C++):

```
template
 
<
typename
 
T
>

void
 
swap
(
T
 
&
x
,
 
T
 
&
y
)
 

{

  
T
 
tmp
 
=
 
x
;

  
x
 
=
 
y
;

  
y
 
=
 
tmp
;

}

```

- Kompilacja warunkowa z constexpr zamiast makr #if (tylko C++; C++17(inne języki)):

```
template
 
<
typename
 
T
>

void
 
printTypeInfo
()

{

    
if
 
constexpr
 
(
std
::
is_integral_v
<
T
>
)
 
{

        
std
::
cout
 
<<
 
"Typ jest liczbą całkowitą.
\n
"
;

    
}
 
else
 
{

        
std
::
cout
 
<<
 
"Typ nie jest liczbą całkowitą.
\n
"
;

    
}

}

```

- Funkcje constexpr zamiast makr (tylko C++; C++11):

```
constexpr
 
int
 
abs
(
int
 
x
)

{

  
if
(
x
 
>
 
0
)
 
{

    
return
 
x
;

  
}

  
return
 
-
x
;

}

```

Nadal jednak konieczne jest użycie preprocesora do włączania nagłówków bibliotek, chyba że używane są moduły (od C++20).